# Stampansarbi
Stampansarbi (Stelis phaeoptera) är ett solitärt (icke samhällsbildande) bi i familjen buksamlarbin vars larv lever som boparasit i bon av andra buksamlarbin.

## Utseende
Ett litet, satt bi med kort huvud och förhållandevis stor bakkropp. Kroppsfärgen är svart med gles och kort päls. På grund av biets parasitiska levnadssätt saknar honan pollensamlingshår på buken (hon behöver ju inte samla pollen till larverna). En annan anpassning till det parasitiska levnadssättet är släktets kraftiga hudskelett (därav trivialnamnet pansarbin). Kroppslängden uppgår till mellan 7 och 9 mm.

## Ekologi
Stampansarbiet flyger från slutet av maj till augusti, mera sällan in i september. Det lever på korgblommiga växter. Som ofta hos parasitiska bin följer habitaten i övrigt värdarterna.

### Fortplantning
Arten är som sagt parasitisk; honan tränger in i bon av andra buksamlarbin, som fibblemurarbi (Osmia leaiana), klintmurarbi (Osmia niveata) och troligtvis också fäbodbi (Hoplitis tuberculata) samt lägger sina ägg där. Larven äter upp värdartens ägg eller larv och lever sedan av matförrådet.

## Utbredning
Utbredningsområdet omfattar Europa från Grekland till södra Finland och mellersta Sverige. Dessutom förekommer arten i Nordafrika.

## Status i Sverige
I Sverige förekommer stampansarbiet idag sällsynt i Skåne, Blekinge, Öland, Gotland, Västergötland, Närke och Uppland, men har tidigare (fram till 1950-talet) funnits även i nästan hela Norrland. Minskningen väntas fortsätta, och arten är därför rödlistad som nära hotad ("NT"). Främsta orsaken till minskningen är motsvarande minskning hos värdarten, i Sverige främst fibblemurarbi. Detta är beroende av gammalt timmer för sitt bobygge, och bristen på timmerhus och modern lövträdshantering förklarar sannolikt dess nergång. I Finland, där stampansarbiet också förekommer på flera lokaler, är situationen delvis en annan; fibblemurarbiet saknas där nästan helt, och främsta värdart är i stället det marklevande klintmurarbiet.

## Taxonomi
Arten har två underarter:
- Stelis phaeoptera phaeoptera (Kirby, 1802)
- Stelis phaeoptera murina Pérez, 1884[2]